# Cratere Sterkfontein
Sterkfontein è un cratere sulla superficie di 243 Ida.